# Cikurutug
Cikurutug is een bestuurslaag in het regentschap Sukabumi van de provincie West-Java, Indonesië. Cikurutug telt 4120 inwoners (volkstelling 2010).